# Caia van Maasakker
Caia Jaqueline van Maasakker (Den Haag, 5 april 1989) is een voormalig Nederlands hockeyster. Ze speelde 212 interlands voor het Nederlands hockeyelftal. Ze scoorde hierbij 69 maal, waarvan het overgrote deel uit haar specialiteit: de strafcorner. Ze speelt als verdediger.
Voor de Olympische Spelen 2012 was Van Maasakker in eerste instantie aangewezen als reserve. Door een blessure aan een kruisband bij Willemijn Bos, werd Van Maasakker alsnog opgeroepen. Hierdoor maakte ze officieel deel uit van de Nederlandse Olympische delegatie. In de openingswedstrijd tegen België scoorde zij haar eerste doelpunt voor het Nederlands elftal. Met de Nederlandse hockeyploeg werd ze olympisch kampioen.
In augustus 2013 is zij een vaste waarde in de Nederlands hockeyploeg bij het EK in Boom. In de wedstrijd om het brons opent van Maasakker de score tegen België. Uiteindelijk wint de Nederlandse hockeyploeg brons.
Van Maasakker speelde tot april 2021 in clubverband voor SCHC waar ze haar afscheid als speelster aankondigde.
Van Maasakker was ook onderdeel van de selectie voor de Hockey World League 3 in Brasschaat in juni 2015.
Tijdens de Olympische Zomerspelen van 2016 reikte van Maasakker met het Nederlands hockeyteam tot de finale. Groot-Brittannië was hierin de tegenstander. Nadat de wedstrijd op 3-3 was blijven steken in de reguliere speeltijd bleek Groot-Brittannië een maatje te groot in de shoot-out-serie (0-2).
In haar laatste wedstrijd voor het nationale team (finale Olympische spelen in Tokio) scoort ze twee keer tegen Argentinië. Deze wedstrijd wordt gewonnen met 3-1 waardoor ze haar tweede gouden Olympische medaille verovert.

## Erelijst
- 2011 –  Champions Trophy in Amstelveen
- 2012 –  Olympische Spelen in Londen
- 2013 –  Hockey World League te San Miguel de Tucumán
- 2013 –  EK hockey in Boom
- 2014 –  WK hockey in Den Haag
- 2014 –  Champions Trophy in Mendoza
- 2015 –  EK hockey in Londen
- 2016 –  Champions Trophy
- 2016 –  Olympische Spelen in Rio de Janeiro
- 2017 –  Hockey World League 2017 in Auckland
- 2017 –  EK hockey te Amstelveen
- 2018 –  WK hockey in Londen
- 2019 –  Hockey Pro League in Amstelveen
- 2019 –  Europees kampioenschap in Antwerpen
- 2020 -  Olympische Spelen 2020
- 2021 –  Europees kampioenschap in Amstelveen
- 2021 –  Olympische Spelen in Tokio

Marilyn Agliotti · 
Naomi van As · 
Merel de Blaey · 
Carlien Dirkse van den Heuvel · 
Margot van Geffen · 
Maartje Goderie · 
Eva de Goede · 
Ellen Hoog · 
Kelly Jonker · 
Kim Lammers · 
Caia van Maasakker · 
Kitty van Male · 
Maartje Paumen · 
Sophie Polkamp · 
Joyce Sombroek · 
Lidewij Welten ·
Coach: Max Caldas
Naomi van As · 
Willemijn Bos · 
Carlien Dirkse van den Heuvel · 
Margot van Geffen · 
Eva de Goede · 
Ellen Hoog · 
Kelly Jonker · 
Marloes Keetels · 
Laurien Leurink · 
Caia van Maasakker · 
Kitty van Male · 
Maartje Paumen · 
Joyce Sombroek · 
Maria Verschoor · 
Xan de Waard · 
Lidewij Welten ·
Coach: Alyson Annan
Felice Albers · 
Margot van Geffen ·  
Eva de Goede · 
Marloes Keetels · 
Josine Koning · 
Sanne Koolen · 
Laurien Leurink · 
Caia van Maasakker · 
Frédérique Matla ·  
Laura Nunnink · 
Malou Pheninckx · 
Pien Sanders ·  
Lauren Stam · 
Maria Verschoor · 
Xan de Waard · 
Lidewij Welten · 
Coach: Alyson Annan